# 摩根高地
摩根高地（英語：Morgan Upland），是南極洲的高地，位於葛拉漢地的法利埃海岸，西南面是哈里奧特冰川，英國探險隊在1962年9月拍攝空中照片，現時由南極條約體系管理。